# Гревен (Северна Рајна-Вестфалија)
Гревен (њем. Greven) град је у њемачкој савезној држави Северна Рајна-Вестфалија. Једно је од 24 општинска средишта округа Штајнфурт. Према процјени из 2010. у граду је живјело 35.761 становника. Посједује регионалну шифру (AGS) 5566012, NUTS (DEA37) и LOCODE (DE GVN) код.

## Географски и демографски подаци
Гревен се налази у савезној држави Северна Рајна-Вестфалија у округу Штајнфурт. Град се налази на надморској висини од 45 метара. Површина општине износи 140,2 km². У самом граду је, према процјени из 2010. године, живјело 35.761 становника. Просјечна густина становништва износи 255 становника/km².

## Међународна сарадња
| Мјесто   | Држава               | Врста сарадње | Од    |
| -------- | -------------------- | ------------- | ----- |
| Кроуборо | Уједињено Краљевство | контакт       | 2000. |
| Монтаржи | Француска            | партнерство   | 1967. |
| Извор    |                      |               |       |